# Понте Узо (Форли-Чезена)
Понте Узо (итал. Ponte Uso) је насеље у Италији у округу Форли-Чезена, региону Емилија-Ромања.
Према процени из 2011. у насељу је живело 111 становника. Насеље се налази на надморској висини од 154 м.